# MinebeaMitsumi FC
MinebeaMitsumi FC (jap. ミネベアミツミFC Minebeamitsumi Efu Shī) ist ein japanischer Fußballverein aus Miyazaki, der Hauptstadt der gleichnamigen Präfektur. Er spielt seit 2009 in der Japan Football League.

## Geschichte
Der Verein wurde 1964 von Mitarbeitern des Unternehmens Honda Lock, einer Tochtergesellschaft für Autoteile des Honda-Konzerns, als Betriebssportverein gegründet. Der erstmalige Aufstieg in die Kyūshū-Regionalliga erfolgte 1997. Zwei Jahre später erhielt man erstmals die volle Unterstützung von Honda. Am Ende der Saison 2004 folgte nach dem Gewinn des Meistertitels und einem anschließenden dritten Platz in der nationalen Regionalligen-Finalrunde der erstmalige Aufstieg in die Japan Football League.
Honda Lock konnte sich in der neuen Liga anfangs nur zwei Jahre halten, ehe man durch eine Niederlage in den Relegationsspielen gegen FC Gifu wieder in die Regionalliga absteigen musste. In den folgenden zwei Spielzeiten wurde der Regionalliga-Titel jeweils verpasst, dennoch qualifizierte man sich 1998 durch einen dritten Platz im Shakaijin-Pokal abermals für die Regionalliga-Finalrunde. Ein erneuter dritter Platz in dieser sicherte schließlich den Wiederaufstieg in die JFL. Die vergangenen Spielzeiten beendete Honda Lock jedoch meistens im unteren Mittelfeld mit Kontakt zur Abstiegszone. 2013 stand sogar nur der letzte Platz zu Buche, lediglich die Einführung der J3 League verhinderte den erneuten Abstieg.
Während der Saison 2022 wechselte die Firma Honda Lock den Besitzer; neuer Eigentümer ist der Mischkonzern MinebeaMitsumi. Da die Regularien der Japan Football League eine Umbenennung während der Saison verbieten, folgte die Namensänderung der Firmenmannschaft erst zu Beginn der Saison 2023. Mit dem Namenswechsel veränderten sich auch die Teamfarben vom Honda-typischen Rot zum Kornblau MinebeaMitsumis.

## Stadion
Der Verein trägt den Großteil seiner Heimspiele bevorzugt im Miyazaki Ikimenomori Sports Park Athletic Stadium in Miyazaki in der Präfektur Miyazaki aus. Das Stadion hat ein Fassungsvermögen von 12.000 Zuschauern. Daneben werden weitere Stadien innerhalb der gesamten Präfektur Miyazaki verwendet.
Koordinaten: 31° 56′ 38,2″ N, 131° 22′ 37,3″ O

## Spieler
Stand: April 2022
| Nr. |       | Position | Name             |
| --- | ----- | -------- | ---------------- |
| 1   | Japan | TW       | Takuya Yugiwa    |
| 2   | Japan | AB       | Takuma Nakajima  |
| 3   | Japan | AB       | Arashi Tamashiro |
| 4   | Japan | AB       | Junji Yamamichi  |
| 5   | Japan | AB       | Takeru Suzuki    |
| 6   | Japan | MF       | Shota Makino     |
| 7   | Japan | MF       | Tatsuya Sugita   |
| 8   | Japan | MF       | Yamato Tanaka    |
| 9   | Japan | ST       | Yuiku Fujiyama   |
| 10  | Japan | ST       | Tomoki Hino      |
| 11  | Japan | ST       | Taisuke Tose     |
| 13  | Japan | MF       | Daichi Takahara  |
| 14  | Japan | MF       | Kodai Nagayoshi  |

| Nr. |       | Position | Name              |
| --- | ----- | -------- | ----------------- |
| 15  | Japan | AB       | Takahiro Uchiyama |
| 16  | Japan | TW       | Kazuki Kumano     |
| 17  | Japan | MF       | Tomoki Kihashi    |
| 18  | Japan | AB       | Kairi Harayama    |
| 19  | Japan | AB       | Ryoga Noda        |
| 20  | Japan | AB       | Ken Takahashi     |
| 21  | Japan | TW       | Kanshiro Amamoto  |
| 22  | Japan | AB       | Yusuke Hasegawa   |
| 23  | Japan | MF       | Toranosuke Takagi |
| 24  | Japan | MF       | Fumiya Kai        |
| 25  | Japan | ST       | Komei Maki        |
| 26  | Japan | AB       | Naoki Ono         |
| 27  | Japan | MF       | Mizuki Owaki      |

## Trainerchronik
Stand: August 2020
| Trainer           | Nation | von                | bis                |
| ----------------- | ------ | ------------------ | ------------------ |
| Hisashi Hiroike   | Japan  | 1. Februar 2009    | 31. Januar 2011    |
| Ryuichi Ikeda     | Japan  | 1. Februar 2011    | 12. September 2011 |
| Norita Ochiai     | Japan  | 13. September 2011 | 22. September 2011 |
| Kazunori Jo       | Japan  | 23. September 2011 | 31. Januar 2013    |
| Masashi Kawashima | Japan  | 1. Januar 2013     | 31. Dezember 2013  |
| Ittetsu Idogawa   | Japan  | 1. Februar 2014    | 31. Januar 2016    |
| Kenji Taniguchi   | Japan  | 1. Februar 2016    | 31. Januar 2019    |
| Shinya Shirakawa  | Japan  | 1. Februar 2019    | 10. Juni 2020      |
| Yōsuke Miyaji     | Japan  | 11. Juni 2020      | heute              |

## Saisonplatzierung
| 2009              | Japan Football League | 13. | 3. Runde |
| 2010              | Japan Football League | 13. | 2. Runde |
| 2011              | Japan Football League | 8.  | 2. Runde |
| 2012              | Japan Football League | 16. |          |
| 2013              | Japan Football League | 16. |          |
| 2014              | Japan Football League | 10. | 2. Runde |
| 2015              | Japan Football League | 9.  |          |
| 2016              | Japan Football League | 4.  | 1. Runde |
| 2017              | Japan Football League | 8.  |          |
| 2018              | Japan Football League | 14. |          |
| 2019              | Japan Football League | 6.  | 2. Runde |
| 2020              | Japan Football League | 12. |          |
| 2021              | Japan Football League | 16. | 2. Runde |
| 2022              | Japan Football League | 10. | 2. Runde |
| MinebeaMitsumi FC |                       |     |          |
| 2023              | Japan Football League | 14. |          |
| 2024              | Japan Football League | 16. |          |
| 2025              | Japan Football League |     |          |